# Associazione Sportiva Gubbio 1910 2004-2005
Questa pagina raccoglie le informazioni riguardanti l'Associazione Sportiva Gubbio 1910 nelle competizioni ufficiali della stagione 2004-2005.

## Rosa
| N. |                      | Ruolo | Calciatore            |
| -- | -------------------- | ----- | --------------------- |
|    | Italia (bandiera)    | D     | Antonio Aloisi        |
|    | Italia (bandiera)    | D     | Patrick Amadio        |
|    | Italia (bandiera)    | A     | Maurizio Baciocchi    |
|    | Italia (bandiera)    | P     | David Carvajal        |
|    | Italia (bandiera)    | A     | Giacomo Casoli        |
|    | Argentina (bandiera) | A     | Daniel Alberto Chafer |
|    | Italia (bandiera)    | C     | Matteo Coresi         |
|    | Italia (bandiera)    | D     | Enrico Curcio         |
|    | Italia (bandiera)    | A     | Gianluca De Angelis   |
|    | Italia (bandiera)    | D     | Angelo Ercoli         |
|    | Italia (bandiera)    | P     | Fabio Fabbri          |
|    | Italia (bandiera)    | C     | Marco Gaggiotti       |
|    | Italia (bandiera)    | D     | Alessandro Giacometti |

| N. |                   | Ruolo | Calciatore           |
| -- | ----------------- | ----- | -------------------- |
|    | Italia (bandiera) | C     | Giordano Gnagni      |
|    | Italia (bandiera) | C     | Massimiliano Lazzoni |
|    | Italia (bandiera) | C     | Vincenzo Maisto      |
|    | Italia (bandiera) | A     | Ettore Marchi        |
|    | Italia (bandiera) | C     | Vito Montemurro      |
|    | Italia (bandiera) | D     | Antonino Panarello   |
|    | Italia (bandiera) | A     | Diego Pasciullo      |
|    | Italia (bandiera) | A     | Matteo Radicchi      |
|    | Italia (bandiera) | C     | Alessandro Sandreani |
|    | Italia (bandiera) | D     | Federico Tafani      |
|    | Italia (bandiera) | C     | Roberto Travaglione  |
|    | Italia (bandiera) | D     | Emanuele Tresoldi    |